# 曼西人
曼西人，舊稱“沃古尔人”（俄语：Вогуличи），是西伯利亞西部，鄂毕河流域的原住民族。

## 人口和分布
曼西人分布在烏拉爾山以東的鄂毕河流域，即俄羅斯聯邦秋明州的汉特-曼西自治区及其周邊地區，也分布在秋明州。根據俄聯邦2002年的人口統計，總人口數量為11432。各地曼西人的人口數據如下：
|                    | 總數  | 男性 | 女性 |
| ------------------ | ----- | ---- | ---- |
| 秋明州             | 10561 | 4786 | 5775 |
| *汉特-曼西自治区   | 9894  | 4510 | 5384 |
| 斯維爾德洛夫斯克州 | 259   | 130  | 129  |
| 科米共和国         | 11    | 8    | 3    |
| 合計               | 11432 | 5167 | 6265 |

## 族源和歷史
曼西人和漢特人在族源、語言、歷史和文化等方面有諸多共同點。其族源可追溯到1世纪中叶的额尔齐斯河流域的草原乌戈尔部落。后來一些部落遷至鄂毕河下游，逐漸形成新的民族，以捕鱼和狩猎為生，生活方式為半定居半游牧。他们是15－16世纪的西伯利亚汗国臣民，但也有自己酋长国。
16世紀末期，曼西人被沙俄哥萨克葉爾馬克·齊莫菲葉維奇征服（是第一個）。與漢特人相比，曼西人受俄羅斯同化程度更深。
1930年，前蘇聯建立奥斯恰克-沃古尔民族區，1940年改稱汉特-曼西民族區。
1960年代以來，該地區成为重要的石油、天然氣产地。

## 語言
曼西語和漢特語相近，也與匈牙利語有關，這些語言共同組成乌拉尔语系的乌戈尔语支。曼西語、漢特語和俄語都是汉特-曼西自治区的官方語言。